# Різак (рослина)
Різак (Falcaria Bernh.) — рід дворічних зіллястих рослин з родини зонтичних.
Рід містить єдиний вид, яке зростає й в Україні:
- Різак веховий або звичайний (Falcaria sioides (Wib.) Aschers. = Falcaria vulgaris Bernh.]. Рослина гола, сизуватозелена. Росте в степах, уздовж меж і шляхів, на луках, як бур'ян на полях у всій Україні, крім Карпат. У народній медицині вживають при шлункових хворобах, у побуті — для вигнання мух;